# 奥平康弘
奥平 康弘（おくだいら やすひろ、1929年（昭和4年）5月19日 - 2015年（平成27年）1月26日）は、日本の法学者（憲法〈表現の自由及びアメリカ合衆国憲法〉）。エッセイスト。東京大学名誉教授。

## 人物
北海道函館市生まれ。鵜飼信成と宮澤俊義の弟子。法学界・法曹界に止まらず、広く影響力を有する法学者だった。九条の会の呼びかけ人の一人で、エッセイも多数執筆。日本ビデオ倫理協会評議員、自由人権協会評議員も務めた。
「学者」という呼称を敬遠し、大学を離れて以降、「憲法研究者」という肩書きを名乗ることが多かった。
奈良県医師宅放火殺人の供述調書漏洩事件をうけて講談社が2007年に設置した第三者委員会である『僕はパパを殺すことに決めた』調査委員会の委員長を務めた。
ヘイトスピーチ問題について、「処罰ではなく文化力の形成を」と処罰規定に反対姿勢を示していた。
2015年1月26日、急性心筋梗塞のため東京都内の自宅で死去した。85歳没。

## 学歴
- 北海道庁立函館中学校（現・北海道函館中部高等学校）卒業
- 1950年 - 旧制弘前高等学校（現・弘前大学）卒業
- 1953年 - 東京大学法学部法律学科卒業
- 1962年 - ペンシルベニア大学ロースクール修了、比較法学修士

## 職歴
- 1953年 - 東京大学社会科学研究所助手
- 1957年 - 専修大学法学部講師（ - 1959年）
- 1961年 - 名古屋大学法学部助教授
- 1966年 - 東京大学社会科学研究所助教授
- 1970年 - オーストラリア国立大学国際関係部門客員研究員
- 1973年 - 東京大学社会科学研究所教授（1986年 - 1988年 所長）
- 1980年 - コロンビア大学・ロー・スクール客員教授
- 1990年 - 国際基督教大学教授（ - 1997年）
- 1999年 - 神奈川大学短期大学部特任教授（ - 2002年）
- 2006年 - 立命館大学客員教授（ - 2007年）

## 親族
- 妻：1930年生まれ。女子美術大学卒業。
- 長男：1958年生まれ。
- 長女：1961年生まれ。クラーク大学卒業。
- 弟：奥平忠志 地理学者。

## 著書

### 単著
- 『表現の自由とはなにか』（中公新書、1970年）
- 『治安維持法小史』（筑摩書房、1977年／岩波現代文庫、2006年）
- 『知る権利』（岩波書店、1979年）
- 『同時代への発言―一憲法学徒として』（東京大学出版会、1979年）
- 『憲法―学習と実践のために』（弘文堂、1981年）
- 『現代の視点―反・大勢からの発想 1978-1980』（日本評論社、1982年）
- 『表現の自由（1）理論と歴史』（有斐閣、1983年）
- 『表現の自由（2）現代における展開』（有斐閣、1984年）OD版・2008年 ISBN 9784641905764
- 『表現の自由（3）政治的自由』（有斐閣、1984年）OD版・2008年 ISBN 9784641905771
- 『日本国憲法 理解と実践のために』高校生のための現代社会 東研出版 1984
- 『日本人の憲法感覚』（筑摩書房、1985年）
- 『ヒラヒラ文化批判』（有斐閣、1986年）
- 『なぜ「表現の自由」か』（東京大学出版会、1988年）
- 『憲法にこだわる』（日本評論社、1988年）
- 『憲法3 憲法が保障する権利』（有斐閣、1993年）OD版・2005年 ISBN 9784641905085
- 『いかそう日本国憲法―第九条を中心に』（岩波ジュニア新書、1994年）
- 『憲法裁判の可能性』（岩波書店、1995年）
- 『法ってなんだ』大蔵省印刷局、1995年
- 『これが破防法』（花伝社・共栄書房、1996年）
- 『ジャーナリズムと法』（新世社、1997年）
- 『憲法の眼』（悠々社、1998年）
- 『「表現の自由」を求めて―アメリカにおける権利獲得の軌跡』（岩波書店、1999年）
- 『憲法の想像力』（日本評論社、2003年）ISBN 9784535511255
- 『最近の憲法をめぐる諸問題について ― 奥平康弘教授講演録』（自由人権協会、2004年）ISBN 9784915723254
- 『「萬世一系」の研究―「皇室典範的なるもの」への視座』（岩波書店、2005年／岩波現代文庫（上下）、2017年） ISBN 9784006003593&ISBN 9784006003609
- 『憲法を生きる』（日本評論社、2007年）ISBN 9784535515635

### 共著
- （杉原泰雄）『憲法演習教室』（有斐閣、1987年）
- （宮台真司）『憲法対論――転換期を生きぬく力』（平凡社［平凡社新書］、2002年）ISBN 9784582851649
- 富坂キリスト教センター編『十五年戦争期の天皇制とキリスト教』近現代天皇制を考える 3（新教出版社、2007年）
- （木村草太）『未完の憲法』（潮出版社、2014年）ISBN 9784267019753

### 編著
- 『自由権―思想・表現の自由』（三省堂、1977年）
- 『青少年保護条例 公安条例』（学陽書房、1981年）ISBN 9784313220072
- 『現代憲法の諸相 高柳信一先生古稀記念論集』（専修大学出版局、1992年）
- 『破防法でなにが悪い!? 自由を守るための多角的視点』（日本評論社、1996年）

### 共編著
- （石村善治）『知る権利―マスコミと法』（有斐閣、1974年）
- （杉原泰雄）『憲法を学ぶ―いまなぜ憲法を学ぶか』（有斐閣, 1974年／新版、1985年／第3版、1996年／第4版、2001年）ISBN 9784641280502
- （川添利幸・丸山健）『テキストブック憲法』（有斐閣、1977年）
- （芦部信喜・橋本公亘）『アメリカ憲法の現代的展開（1）人権』（東京大学出版会、1978年）
- （福田平・水本浩）『講義法学』（青林書院新社、1984年）

### 訳書
- リチャード・H・ミッチェル『戦前日本の思想統制』（日本評論社、1980年）
- ウィリアム・O・ダグラス『基本的人権』（学陽書房、1985年）
- カール・バーンスタイン『マッカーシー時代を生きた人たち 忠誠審査・父と母・ユダヤ人』（日本評論社、1992年）

### 刊行史料
- 『昭和思想統制史資料』全23巻（生活社、1980年 - 1981年）

### 論文
- <奥平康弘（CiNii）